# Sebastián Fierro
Sebastián Emiliano „Piojo” Fierro González (ur. 17 sierpnia 2001 w Nuevo Laredo) – meksykański piłkarz występujący na pozycji defensywnego lub środkowego pomocnika, od 2025 roku zawodnik Leónu.